# 185039 Alessiapossenti
185039 Alessiapossenti è un asteroide della fascia principale. Scoperto nel 2006, presenta un'orbita caratterizzata da un semiasse maggiore pari a 2,6481042 UA e da un'eccentricità di 0,0910414, inclinata di 1,33352° rispetto all'eclittica.